# Grand Theft Auto: The Trilogy — The Definitive Edition
Grand Theft Auto: The Trilogy - The Definitive Edition - це збірка трьох пригодницьких ігор серії Grand Theft Auto: Grand Theft Auto III (2001), Grand Theft Auto: Vice City (2002) та Grand Theft Auto: San Andreas (2004). Розроблені Grove Street Games та видані Rockstar Games, всі три гри є ремастерами, з візуальними покращеннями та вдосконаленим геймплеєм. Ігри мають різних протагоністів і локації в межах одного світу. Події Grand Theft Auto III розгортаються навколо мовчазного головного героя Клода у Ліберті-Сіті; у Vice City, події якої відбуваються у 1986 році, головним героєм є мафіозі Томмі Версетті у вигаданому місті Вайс-Сіті; а події San Andreas у 1992 році відбуваються навколо гангстера Карла «Сі-Джея» Джонсона у штаті Сан-Андреас.
Дворічна розробка була зосереджена на збереженні вигляду та атмосфери оригінальних ігор; фізичний код був скопійований з оригіналів, а штучний інтелект використовувався для автоматичного підвищення якості текстур. Команда розробників вивчила відмінні особливості оригінальних ігор. Вони додали ряд графічних ефектів, погодних умов та освітлення, а також нові ассети з Grand Theft Auto V (2013). Під час оновлення дизайну персонажів команда консультувалася з розробниками оригінальних ігор з Rockstar North. Перед релізом наявні версії трьох ігор були вилучені з продажу в цифрових магазинах, що викликало критику з боку аудиторії та журналістів; у відповідь на це Rockstar відновила оригінальні версії в магазині Rockstar Store. 
The Definitive Edition вийшло для Nintendo Switch, PlayStation 4, PlayStation 5, Windows, Xbox One та Xbox Series X/S 11 листопада 2021 року, а для пристроїв на Android та iOS - 14 грудня 2023 року. Випуск на Windows був затьмарений проблемами з Rockstar Games Launcher, що призвело до того, що гру не можна було запустити протягом трьох днів. Гра отримала негативні відгуки; критики загалом хвалили покращену візуальну частину, модернізоване освітлення, покращене управління та додані ігрові механіки, але критикували її технічні проблеми, художнє оформлення та моделі персонажів. Збірник став одним з найнижче оцінених ігор 2021 року, і вони стали об'єктом рев'ю-бомбінгу на Metacritic. Rockstar вибачилася за технічні проблеми та оголосила про наміри покращити гру за допомогою оновлень.

## Контент
Grand Theft Auto: The Trilogy - The Definitive Edition містить три гри серії Grand Theft Auto: Grand Theft Auto III (2001), Grand Theft Auto: Vice City (2002) та Grand Theft Auto: San Andreas (2004). Це пригодницькі ігри з видом від третьої особи, в яких гравці виконують місії — лінійні сценарії з певними цілями — для проходження сюжету. Поза місіями гравці можуть вільно блукати відкритим світом і мають можливість виконувати додаткові побічні місії. Деякі області ігор розблоковуються в міру просування гравця по сюжетній лінії.
Події Grand Theft Auto III розгортаються у Ліберті-Сіті, на основі Нью-Йорка; це історія мовчазного протагоніста Клода, якого під час пограбування зраджує і залишає помирати його дівчина, і який починає шукати помсти, що призводить до того, що він заплутується у світі злочинів, наркотиків, бандитських розбірок і корупції. Vice City, події якої відбуваються у 1986 році у вигаданому місті Вайс Сіті (заснованому на Маямі), розповідає про мафіозі Томмі Версетті, який після звільнення з в'язниці, потрапивши в засідку під час наркоторгівлі, починає повільно будувати кримінальну імперію, захоплюючи владу в інших злочинних угрупованнях міста. San Andreas - дія якого відбувається у 1992 році у вигаданому штаті Сан-Андреас, що складається з трьох основних міст: Лос-Сантос, Сан-Фієро і Лас-Вентурас (на основі Лос-Анджелеса, Сан-Франциско і Лас-Вегаса відповідно); гра розповідає про колишнього гангстера Карла «Сі-Джея» Джонсона, який повертається додому після вбивства своєї матері та втягується у свою колишню банду і злочинне життя, стикаючись з корумпованою владою і впливовими злочинцями.
Усі три гри перероблено для The Definitive Edition, зокрема перероблено систему освітлення, покращено моделі транспортних засобів та персонажів, змінено дизайн навігації та HUD, а також покращено тіні, віддзеркалення та дальність відображення. Елементи керування були оновлені відповідно до Grand Theft Auto V (2013), а система контрольних точок була вдосконалена, щоб забезпечити автоматичний перезапуск. На Nintendo Switch гра включає гіроскопічне прицілювання та підтримку сенсорного екрана. Деякі музичні треки та чити з оригінальних версій ігор були видалені, як і кооперативний багатокористувацький режим у San Andreas.

## Розробка
Grand Theft Auto: The Trilogy - The Definitive Edition була розроблена Grove Street Games і видана Rockstar Games. Під своєю колишньою назвою War Drum Studios, Grove Street Games раніше розробила мобільні версії трилогії, а також версії San Andreas для PlayStation 3 і Xbox 360. The Definitive Edition розроблялася протягом двох років і використовує Unreal Engine 4 для рендерингу; в той час оригінальні ігри використовували RenderWare. Команда розробників виявила, що перенесення гри на цей рушій зробило її «блискучою», що вимагало від них зробити її бруднішою, щоб зберегти оригінальний вигляд. Rockstar чинила опір тенденції ремейків відеоігор, оскільки команда виявила, що вони вимагають обережності та уваги, але в кінцевому підсумку вони зрозуміли, що ремастер — це «спосіб підтримувати ігри протягом наступного десятиліття або більше», не маючи справи із застарілою технологією. Вони виявили Grand Theft Auto III найскладнішою для оновлення трилогії через застарілі ассети; для порівняння, San Andreas була набагато легшою, оскільки оригінальний художній відділ навчився використовувати переваги апаратного забезпечення на той час.
Команда хотіла, щоб The Definitive Edition зберегла відчуття оригінальних ігор; для цього вони скопіювали оригінальний фізичний код. Спочатку вони спробували відновити деякі основні будівлі з нуля, наприклад будинки персонажів, але помітили розбіжності в якості порівняно з іншими будівлями. Деякі об'єкти були покращені з оригінальних ігор, тоді як інші були повністю перебудовані. Команда використовувала програму штучного інтелекту для підвищення якості текстур, перед тим як вносити корективи вручну; продюсер Річ Росадо підрахував, що було змінено понад 100 000 текстур. Додана функція навігації була реалізована за допомогою пошуку шляхів, а також аналізу маршрутів, пройдених неігровими персонажами (NPC), хоча і вимагала деяких ручних налаштувань; команда знайшла ці реалізації «легкими перемогами» завдяки наявній технології. Вони хотіли, щоб The Definitive Edition безперебійно працювала на всіх платформах, використовуючи переваги апаратного забезпечення вищого класу.
Команда вивчила всі три гри, щоб визначити їхні відмінні якості, такі як «яскраві неони» Vice City та помаранчеве небо San Andreas. Вони додали динамічні кольори, які змінюються протягом дня, а також виправили розташування та рух Сонця, Місяця, зірок і хмар. Вони змінили деякі погодні ефекти, такі як падіння дощу, накопичення калюж та їх відображення. У той час як в оригінальних іграх використовувалося «випечене освітлення» - «освітлення [яке] просто з'являлося з нізвідки, тому що нам просто потрібно було освітити сцену» - в Definitive Edition використовується освітлення з неба, що змусило команду додати штучне освітлення, щоб уникнути темряви в деяких локаціях, таких як ліхтарні стовпи в провулках. Всі дерева і листя в іграх, а також деякі елементи дизайну інтер'єру були замінені на якісніші об'єкти з Grand Theft Auto V; команда хотіла, щоб вони природно вписувалися в навколишнє оточення.
Росадо стверджував, що «художній виклик сам по собі здавався нездоланним на початку» через масштаби ремастерингу трьох ігор одночасно, особливо неосяжність San Andreas. Команда уникала надмірної реалістичності ігор, оскільки відчувала, що персонажі, чиї дані захоплення руху були закодовані в оригінальні карикатурні каркасні моделі, будуть виглядати недоречно. Вони хотіли, щоб персонажі зберегли свій оригінальний вигляд, зазначивши, що гра «повинна виглядати так, як ви її пам'ятаєте». Вони натрапили на труднощі під час роботи над персонажами, оскільки вважали, що додавання деталей «там, де їх раніше не було», може суперечити «ментальному образу» гравця щодо дизайну персонажів; команда консультувалася з розробниками з Rockstar North, зокрема з деякими з оригінальних художників ігор. Значну частину матеріалів з оригінальних ігор, таких як вихідний звук, текстури, довідкові матеріали та моделі персонажів, не вдалося знайти через брак архівів, оскільки команда розробників «ніколи не думала, що їм доведеться повертатися до цих проєктів».

## Випуск
Про існування The Definitive Edition вперше повідомило в серпні 2021 року видання Kotaku, стверджуючи, що його розробкою керувала Rockstar Dundee. Спекуляції в ЗМІ продовжилися у вересні після того, як комітет з оцінки та адміністрування ігор у Південній Кореї присвоїв трилогії ігровий рейтинг, і на початку жовтня після того, як оновлення Rockstar Games Launcher містило дані, що стосуються гри, такі як логотипи, арт та досягнення. Rockstar анонсувала трилогію 8 жовтня 2021 року, що збіглося з місяцем 20-ї річниці оригінального релізу Grand Theft Auto III. Компанія повідомила, що трилогія буде містити «всебічні оновлення ... при цьому зберігаючи класичний вигляд і відчуття оригіналів».
Наявні версії трьох ігор були вилучені з продажу в цифрових магазинах на консолях та Windows 13 жовтня 2021 року. Аудиторія та журналісти розкритикували цей крок, посилаючись на занепокоєння щодо збереження відеоігор, відсутність вибору між версіями та потенційне видалення музики через закінчення терміну дії ліцензії, як це сталося з попередніми перевиданнями. Веслі Інь-Пуль з Eurogamer назвав це рішення «ударом по збереженню відеоігор» і несприятливим для вибору гравців. Після виходу гри Rockstar підтвердила, що музика відповідає останнім перевиданням трилогії 2014 року, при цьому з Vice City і San Andreas було вилучено понад 30 пісень. Деякі чити були видалені, оскільки вони «погано працювали» в Unreal Engine. 19 листопада Rockstar оголосила, що оригінальні версії будуть випущені у вигляді набору в Rockstar Store; вони були безплатно надані власникам The Definitive Edition 3 грудня і залишалися доступними для всіх покупців гри до 30 червня 2022 року. Клієнти, які купили The Definitive Edition через Rockstar Games Launcher, мали право отримати одну безплатну гру Rockstar в період з 20 грудня 2021 року по 5 січня 2022 року.
Попередні замовлення на The Definitive Edition розпочалися 22 жовтня 2021 року, одночасно з випуском першого повного трейлера та скріншотів, що демонструють графічні покращення. Гра вийшла для Nintendo Switch, PlayStation 4, PlayStation 5, Windows, Xbox One та Xbox Series X/S 11 листопада 2021 року. Фізичні версії спочатку були заплановані на 7 грудня, але були відкладені до 17 грудня для PlayStation 4, Xbox One і Xbox Series X, і до 11 лютого 2022 року для Switch. Версія для Windows підтримує Nvidia DLSS, в той час як версії для PlayStation 5 і Xbox Series X відображаються з роздільною здатністю 4K з частотою до 60 кадрів в секунду. Гра стала доступною в Steam 19 січня 2023 року з підтримкою Steam Deck, а в Epic Games Store - 15 лютого.
Очікувалося, що гра буде випущена 11 листопада о 10 ранку за східним стандартним часом (UTC-05:00), але помилка в PlayStation Store призвела до того, що попередні замовлення розблокувалися опівночі за місцевим часом, надаючи гравцям в Австралії та Новій Зеландії доступ більш ніж за 24 години до запланованого на PlayStation 4 і PlayStation 5. Тим часом цифрову версію гри було видалено з PlayStation Store. Після релізу Rockstar Games Launcher відключився приблизно на 28 годин для «технічного обслуговування», що зробило гру недоступною для гри та купівлі на Windows; гра залишилася недоступною після відновлення випуску, а Rockstar «видалила ненавмисно включені файли» в грі. На основі інформації, виявленої хакерськими атаками, журналісти припустили, що ці файли включали видалені пісні з радіостанцій, приховані нотатки розробників та суперечливу міні гру Hot Coffee в San Andreas. Після трьох днів недоступності версія для Windows була відновлена 14 листопада. 19 листопада Rockstar оголосила, що працюватиме над виправленням та покращенням гри за допомогою оновлень, перше з яких вийшло наступного дня. 30 листопада у San Andreas була додана опція відображення туману після критики його відсутності. Оновлення у лютому 2022 року усунуло понад 100 помилок.
Версії The Definitive Edition для Android та iOS спочатку були заплановані на першу половину 2022 року. У травні 2022 року материнська компанія Rockstar, Take-Two Interactive, оновила вікно релізу для мобільних версій на 2023 фінансовий рік, що закінчується 31 березня 2023 року, а в листопаді замінила дату релізу на «TBA». У листопаді 2023 року Netflix оголосила, що The Definitive Edition вийде для Android та iOS 14 грудня в App Store та Google Play, доступна для передплатників Netflix та для індивідуальної покупки. У мобільних портах, розроблених студією Video Games Deluxe, було виправлено додаткові помилки та додано опцію освітлення відповідно до оригінальних ігор; вони були додані до версій для консолей та Windows через оновлення в листопаді 2024 року. Оновлення також видалило Grove Street Games з титрів заставки; головний виконавчий директор (CEO) компанії Томас Вільямсон засудив це як «хріновий хід» і вказав, що оновлення було розроблено Grove Street Games, але роками утримувалося Rockstar.

## Продажі
У Великій Британії The Definitive Edition стала восьмою найбільш продаваною грою в листопаді 2021 року і 20-ю найбільш продаваною в грудні; чарт поєднує фізичні та цифрові продажі для консолей, хоча гра була доступна в цифровому форматі лише в листопаді. Після фізичного релізу гра посіла шосте місце в щотижневому бокс-чарті Великої Британії; 67% проданих копій припало на PlayStation 4, решта — на Xbox. На другому тижні свого існування фізична версія гри опустилася на 23 місце після падіння продажів на 70%, а наступного тижня вона покинула топ-40.  У листопаді 2021 року в PlayStation Store гра стала третьою найбільш продаваною грою для PlayStation 5 в Європі та Північній Америці; вона була шостою найбільш продаваною грою для PlayStation 4 в Північній Америці та восьмою в Європі. У грудні вона стала 20-ю найбільш продаваною грою для PlayStation 5 в Європі, а за підсумками року посіла 17-те місце в регіоні загалом. У Сполучених Штатах фізична версія стала 57-ю найбільш продаваною грою в січні 2022 року та 16-ю в лютому.
Журналісти підрахували, що до грудня 2021 року гра могла розійтися тиражем до десяти мільйонів копій. У лютому 2022 року Зельник заявив, що продажі перевищили очікування, і компанія відчуває себе «дуже добре щодо комерційної ефективності гри», хоча аналітик Майкл Пахтер з Wedbush Securities сказав, що «всі знали, що вона не досягла бажаного результату». Після виходу мобільної версії щомісячне завантаження ігор Netflix зросло майже втричі, ставши «найуспішнішим запуском на сьогодні» з понад 18 мільйонами завантажень: 2,4 мільйона для Grand Theft Auto III, 4,1 мільйона для Vice City і 11,6 мільйона для San Andreas. До червня 2024 року ці цифри зросли до понад 30 мільйонів завантажень: 3,3 мільйона для III, 6,5 мільйона для Vice City і 20,5 мільйона для San Andreas.